# Betsy Drake
Betsy Drake, född 11 september 1923 i Paris, död 27 oktober 2015 i London, var en amerikansk skådespelare.
Drake verkade först som fotomodell, och gjorde sin filmdebut 1948 i Gift er flickor där hon spelade mot Cary Grant. De gifte sig 1949; äktenskapet slutade i skilsmässa 1962.
Drake var passagerare ombord på det italienska fartyget S/S Andrea Doria då det 1956 sjönk utanför USA:s ostkust efter kollision med Svenska Amerika Liniens M/S Stockholm.
Efter skilsmässan från Cary Grant arbetade Drake som terapeut och deltog bland annat i ett projekt i psykoterapi vid UCLA (University of California at Los Angeles). 1971 utgav hon en bok om sina erfarenheter från projektet, "Children, You're Very Young".

## Filmografi i urval
- 1948 – Gift er flickor
- 1951 – The Second Woman
- 1952 – Trångt om saligheten
- 1957 – Åh, en så'n karl!
- 1958 – Det spökar på Elisabeth
- 1965 – Clarence The Cross-Eyed Lion